# Serpula norvegica
Serpula norvegica är en ringmaskart som beskrevs av Gunnerus. I den svenska databasen Dyntaxa används istället namnet Ficopomatus norvegica. Enligt Catalogue of Life ingår Serpula norvegica i släktet Serpula och familjen Serpulidae, men enligt Dyntaxa är tillhörigheten istället släktet Ficopomatus och familjen Serpulidae. Arten har ej påträffats i Sverige. Inga underarter finns listade i Catalogue of Life.